# Mateo (pico)
El nevado Mateo es el quinto pico del Macizo Contrahierbas, ubicado en la Cordillera Blanca, perteneciente a los Andes peruanos. Se localiza en el límite de las provincias de Asunción y Carhuaz alcanzando su máxima elevación a los 5150 m s.n.m., por lo que es uno de los picos con menor altitud de la Cordillera Blanca.

### Recomendaciones
El pico es frecuentemente ascendido debido a su fácil acceso y baja altitud. Sin embargo, debido a los constantes accidentes con víctimas fatales producto de expediciones fuera de temporada realizadas en invierno, se recomienda que su ascenso solo se realice en la temporada de verano andino comprendido entre junio y septiembre.
En 2024 el SERANANP comunicó que existen empresas de turismo informales que operan sin permisos y sin los protocolos necesarios. Se recomienda al turista que, antes de contratar el servicio, verifique el inventario de agencias autorizadas. 